# Forcinas
Forcinas es una entidad singular de población, con la categoría histórica de aldea, perteneciente al concejo de Pravia, en el Principado de Asturias (España). Se enmarca dentro de la parroquia de la capital del concejo, Pravia. Alberga una población de 164 habitantes (INE 2009) y está situado en la margen izquierda de los valles bajos del río Nalón.
La principal vía de comunicación es la carretera AS-347, que comunica Forcinas con la capital del concejo, Pravia. Además, discurre por Forcinas, sin enlace de acceso, la carretera AS-16; y también la línea del Ferrocarril Vasco-Asturiano, aunque el servicio de viajeros no efectúa parada.
En esta aldea es en donde el río Narcea desemboca en el río Nalón, dos de los ríos asturianos más importantes.
Forcinas celebra con oficio religioso la festividad de Santa Marina el tercer fin de semana del mes de julio.

## Barrios
- Forcinas de Arriba.
- Forcinas de Abajo.